# 地球质量
地球质量(M🜨)是一个主要用于度量行星质量的单位，1地球质量等于一个地球的质量，即5.9722 × 1024千克。地球质量通常被用于计量类地行星的质量。
太阳系内的四颗类地行星水星、金星、地球和火星，以地球质量为单位，其质量值分别为0.055、0.815、1.000和0.107。
1地球质量相当于：
- 81.3倍月球质量 (ML)
- 0.00315倍木星质量 (MJ)
- 0.000003003倍太阳质量 (M⊙)

由於地球大氣層氣體（氫氣和氦氣）因受太陽光加熱而有機會達到逃逸速度而逃逸，使大氣層質量減少，而另一方面儘管地球會因隕石墜落物質（包括微隕石和宇宙塵埃）而增加質量，地球質量在整體上仍有淨損失。儘管地球持續地損失質量，這個變化是極微乎其微而可忽略的，對地球質量之估算值並不構成影響。